# Adrian Scott Stokes
Charles Adrian Scott Stokes (Southport, 23 dicembre 1854 – Londra, 30 novembre 1935) è stato un pittore inglese.

## Biografia
Charles Adrian Scott Stokes nacque nel Lancashire e fece inizialmente il mediatore nel mercato del cotone a Liverpool. Era al contempo un ottimo dilettante di disegno e pittura. Questo suo talento artistico fu notato dal pittore John Herbert, membro della Royal Academy of Arts. Costui gli consigliò di sottoporre i suoi disegni al giudizio della Royal Academy. Tale suggerimento si rivelò in effetti proficuo: i lavori di Stokes furono apprezzati ed egli fu incoraggiato a studiare arte. Si iscrisse quindi alla Scuola della Royal Academy nel 1872 e già nel 1876 poté esporre i suoi quadri all'interno dell'Accademia stessa.
In quel medesimo anno, trasferitosi in Francia, Stokes lavorò a Fontainebleau e a Barbizon, e si convinse ad usare la tecnica en plein air dei pittori paesaggisti francesi, in particolare Jules Bastien-Lepage. Dipinse anche scene di genere e ritratti, sotto l'influenza di Frederic Leighton, John Everett Millais e degli artisti parigini, come Pascal Dagnan-Bouveret.
Nel 1884, sposò un'artista austriaca, Marianne Preindlesberger (1855–1927), che fu poi nota come Marianne Stokes. Ella, infatti, divenne una celebre artista proprio con il nome del marito. La coppia trascorse l'estate del 1885 e del 1886 a Skagen, nell'estremo Nord della Danimarca dov'era presente una colonia di artisti conosciuta come gli "Skagen Painters". Lì essi stabilirono una stretta amicizia con Michael e Anna Ancher.

Dopo un lungo soggiorno in Francia, Adrian e Marianne tornarono in Inghilterra, stabilendosi in Cornovaglia a Carbis Bay dove, nel 1886, si unirono alla colonia di artisti di Saint Ives. Dalla Cornovaglia partirono spesso per dei viaggi in Tirolo ed in Slovacchia (1905).
Sempre nel 1905, la coppia visitò per la prima volta l'Ungheria, dove tornò nel 1907 e nel 1908.
Adrian Scott Stokes fu dunque un pittore paesaggista; egli si preoccupò in prevalenza di rendere nei suoi quadri i diversi effetti dell'atmosfera, per passare poi ai paesaggi pittoreschi e decorativi. Fu l'autore del testo Landscape Painting, edito nel 1925.
Divenne "associato" della Royal Academy nel 1909, per poi diventare accademico dieci anni dopo.  Vinse alcune medaglie in occasione dell'Expo di Parigi e della "Chicago World Fair" del 1889.
Stokes fu eletto primo presidente della "St Ives Society of Arts" nel 1890 e, nel 1932 fu anche vice-presidente della "Royal Watercolour Society".
Nel 1927 Marianne Stokes morì, mentre Adrian visse fino al novembre del 1935. Fu sepolto accanto a Marianne nel Saint Mary Magdalen Mortlake Roman Catholic Cemetery di Londra. Un necrologio dell'artista fu pubblicato su The Times, lunedì 2 dicembre 1935.

## Galleria d'immagini

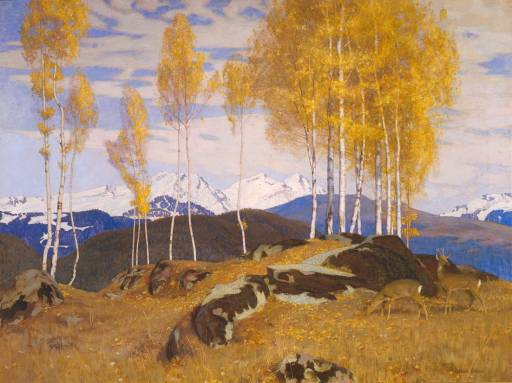
Autunno nei monti
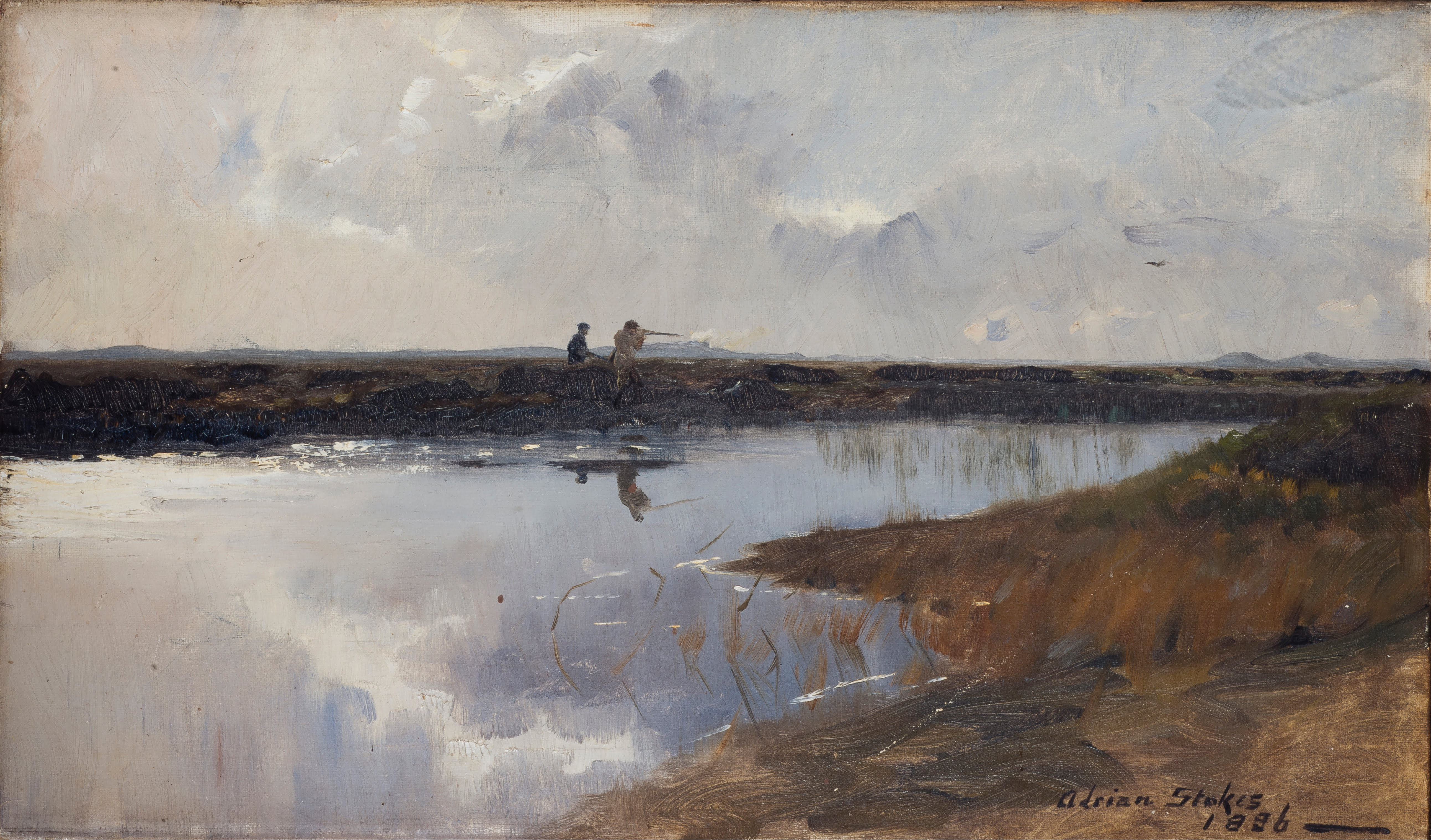
Cacciatori nella brughiera a nord di Skagen
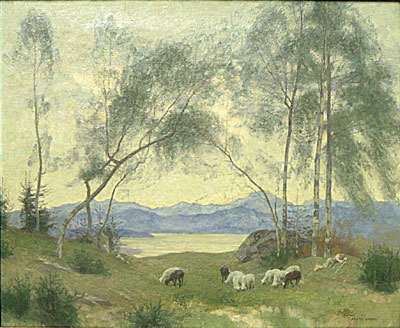
Albori
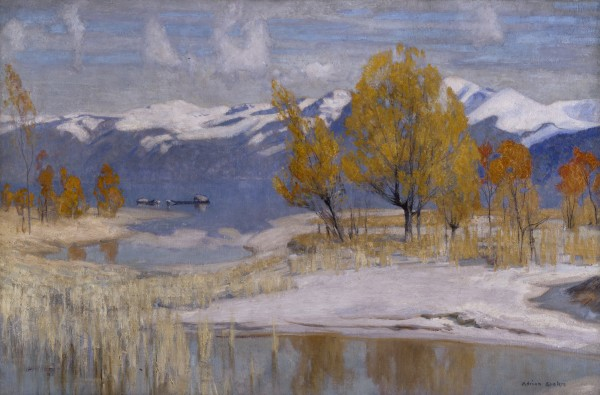
Il Lago Maggiore